# Pierre Rayer
Pour les articles homonymes, voir Rayer.
Pierre François Olive Rayer, né le 7 mars 1793 à Saint-Sylvain (Calvados) et mort le 10 septembre 1867 à Paris, est un médecin et dermatologue français, connu surtout pour ses travaux d’anatomo-pathologie et de physiologie. Il est professeur de médecine comparée, doyen de la Faculté de Paris de 1862 à 1864, membre de l’Académie de médecine et de l’Académie des Sciences et fondateur de la Société de biologie.

## Biographie
Il commence ses études de médecine à l’université de Caen et les achève à Paris, à l’École pratique des hautes études, à l’Hôtel-Dieu et à la Maison royale de santé. Il est interne en 1813 et obtient son doctorat en médecine en 1818, avec une thèse intitulée Sommaire d’une histoire abrégée de l’anatomie pathologique. En 1822, il est l’auteur d’un important travail consacré à une épidémie de suette en Seine-et-Oise.
Désireux de suivre la carrière de l’enseignement, il souhaite se présenter, sous la Restauration, au concours d’agrégation, mais, s’étant allié à une famille protestante, il ne peut se faire inscrire. Le banquier Alexandre Aguado le prend comme médecin et, dès lors, sa clientèle devient nombreuse et lucrative. Nommé médecin de l’hôpital Saint-Antoine en 1825, de la Charité en 1832, il devient ensuite médecin consultant du roi Louis-Philippe.
En 1835, il décrit les manifestations dermatologiques de la sclérose tubéreuse dans un atlas dermatologique.
En 1837, il décrit le farcin, ou morve cutanée, une maladie mortelle des chevaux transmissible à d’autres espèces, notamment à l’homme. En 1841, il publie un traité en trois volumes sur les maladies des reins. En 1843, il succède à Morel de Vindé comme membre de l’Académie des sciences, puis il fonde la Société de biologie et devient, sous l’Empire, président du Comité central d’hygiène publique et de l’Association générale des médecins de France.
En 1850, Rayer publie un mémoire où, relatant des travaux faits en collaboration avec Casimir Davaine (1812-1882), il donne la première description clinique détaillée du charbon.
Le 19 août 1862, le docteur Rayer, qui était, depuis 1852, médecin ordinaire de Napoléon III, est nommé par décret à une chaire de médecine comparée, créée exprès pour lui à la Faculté de médecine de Paris. Cet acte arbitraire choque vivement les professeurs et les élèves de l’école. Surpris de voir un étranger imposé par le chef de l’État, ils montrent leur mécontentement. Loin de tenir compte de leur opinion, Napoléon III renchérit en nommant Rayer doyen de l’école. Les élèves protestent en sifflant le professeur qui, dans l’incapacité de poursuivre ses cours, finit par donner sa démission le 18 janvier 1864. Rayer est promu, le même mois, grand officier de la Légion d'honneur.
Politiquement, Rayer était un libéral, plutôt libre penseur, bien que marié et inhumé religieusement. Il entretint des relations amicales avec plusieurs disciples de Saint-Simon, tels les banquiers Adolphe et Gustave d'Eichthal, le naturaliste Isidore Geoffroy Saint-Hilaire et la femme de lettres George Sand. Son amitié avec Littré dura jusqu’à sa mort.
C’est dans le service de Rayer à l’Hôpital de la Charité que Jean-Martin Charcot et Guillaume Duchenne de Boulogne effectuèrent leur formation d’internes. Casimir Davaine fut également externe de Pierre Rayer à l’Hôpital de la Charité.
Rayer encouragea la vocation scientifique de Claude Bernard, de Casimir Davaine et de nombreux chercheurs qui allaient s’illustrer par leurs travaux biologiques et pathologiques dans la seconde moitié du XIXe siècle.

## Distinctions
- Grand officier de la Légion d'honneur
- Commandeur de l'ordre royal de l'Étoile polaire

## Ouvrages
- Sommaire d’une histoire abrégée de l’anatomie pathologique, 1818 (thèse de doctorat)[6]
- Mémoire sur le Delirium tremens, 1819.
- Mémoire sur les inflammations non virulentes de la membrane muqueuse des organes de la génération chez les enfans; Paris, Baillière, 1821.
- Histoire de l’épidémie de suette miliaire qui a régné en 1821 dans les départements de l’Oise et de Seine-et-Oise, Paris, Baillière, 1822.
- Traité théorique et pratique des maladies de la peau, 3 vol., 1832[7].
- Traité des maladies de la peau [8]
- De la morve et du farcin chez l’homme, Paris, Baillière, 1837.
- Traité des maladies des reins, 3 vol., 1839.
- Atlas du traité des maladies des reins comprenant l’anatomie pathologique des reins, de la vessie, de la prostate, des uretères, de l’urètre, etc, 1841.
- Archives de médecine comparée, 1842.
- Cours de médecine comparée, 1863.

### Éponymies
- Maladie de Rayer : un syndrome associant ictère, splénomegalie, et hépatomégalie.
- Nodule de Rayer : nodule cutané jaunâtre (xanthome) souvent localisé aux paupières.